# Ново Насеље-Ступари
Ново Насеље-Ступари је насељено мјесто у општини Кладањ, Босна и Херцеговина.

## Историја
Ново Насеље-Ступари као самостално насељено мјесто постоји од пописа 1991. године. До тада су били у саставу насеља Тарево.

## Становништво
|             | 2013.        | 1991.         |
| Укупно      | 274 (100,0%) | 291 (100,0%)  |
| Бошњаци     | 269 (98,18%) | 217 (74,57%)1 |
| Муслимани   | 2 (0,730%)   | –             |
| Остали      | 2 (0,730%)   | –             |
| Неизјашњени | 1 (0,365%)   | –             |
| Срби        | –            | 70 (24,05%)   |
| Хрвати      | –            | 3 (1,031%)    |
| Југословени | –            | 1 (0,344%)    |

1. 1 На пописима од 1971. до 1991. Бошњаци су пописивани углавном као Муслимани.